# Rowzy
Rowzy (russisch Ровцы) ist eine Siedlung (ländlichen Typs) in der Oblast Kursk in Russland. Sie gehört zum Rajon Chomutowka und zur Landgemeinde (selskoje posselenije) Skoworodnewski selsowjet.

## Geographie
Der Ort liegt gut 90 km Luftlinie westlich des Oblastverwaltungszentrums Kursk im südwestlichen Teil der Mittelrussischen Platte, 24 km östlich des Rajonverwaltungszentrums Chomutowka, 4 km vom Sitz des Dorfsowjet – Skoworodnewo, 35 km von der Grenze zwischen Russland und der Ukraine, im Becken der Swapa (Nebenfluss des Seim).

### Klima
Das Klima im Ort ist wie im Rest des Rajons kalt und gemäßigt. Es gibt während des Jahres eine erhebliche Niederschlagsmenge. Dfb lautet die Klassifikation des Klimas nach Köppen und Geiger.

## Bevölkerungsentwicklung
| Jahr | Einwohner |
| ---- | --------- |
| 2002 | 21        |
| 2010 | 5         |
| 2015 | 5         |

Anmerkung: Volkszählungsdaten

## Verkehr
Rowzy liegt 19 km von der Fernstraße föderaler Bedeutung A 142 (Trosna – Kalinowka), 22 km von der Straße regionaler Bedeutung 38K-040 (Chomutowka – Rylsk – Gluschkowo – Tjotkino – Grenze zur Ukraine), 2 km von der Straße 38K-003 (Dmitrijew – Berjosa – Menschikowo – Chomutowka), 5,5 km von der Straße interkommunaler Bedeutung 38N-024 (Bogomolow – Kapystitschi – Grenze zum Rajon Rylsk), 3,5 km von der Straße 38N-023 (38N-024 – Skoworodnewo), 10 km von der Straße 38N-708 (38-040 – Pody – Petrowskoje) und 19,5 km von der nächsten Eisenbahnhaltestelle 536 km (Eisenbahnstrecke Nawlja – Lgow-Kijewskij) entfernt.
Der Ort liegt 183 km vom internationalen Flughafen von Belgorod entfernt.